# بيترو ألكسندرو لونكانو
بيترو ألكسندرو لونكانو (بالرومانية: Petru-Alexandru Luncanu)‏ مواليد 7 مايو 1989 في بوخارست، جمهورية رومانيا الاشتراكية، هو لاعب كرة مضرب روماني بدأ مسيرته كمحترف سنة 2005 يلعب باليد اليسرى. أعلى مركز له في تصنيف رابطة محترفي كرة المضرب الفردي كان المركز الـ 304 في سنة 2009.

## روابط خارجية
- بيترو ألكسندرو لونكانو على موقع رابطة محترفي التنس (الإنجليزية)
- بيترو ألكسندرو لونكانو على موقع الاتحاد الدولي لكرة المضرب (الإنجليزية)
- بيترو ألكسندرو لونكانو على موقع كأس ديفيز (الإنجليزية)
- بيترو ألكسندرو لونكانو على موقع خلاصة التنس.كوم (الإنجليزية)
- بيترو ألكسندرو لونكانو على موقع إي إس بي إن.كوم (الإنجليزية)